# 氮化鋁銦
氮化鋁銦（InAlN）是氮化銦和氮化鋁混合物組成的三五族半導體，用在电子学和光子学設備裡，和廣泛使用的氮化鎵性質類似。氮化鋁銦有大的直接带隙，在高達1000 °C的溫度下仍可以穩定工作，因此在需要良好穩定性及可靠度中的應用領域上，會特別關注此半導體，像是太空產業。InAlN的高电子迁移率晶体管（HEMT）因為其晶格可以和氮化鎵配合，可以避免像氮化鋁鎵HEMT的失效原因，因此在此產業中很受到注意。
InAlN的外延長晶是用有机金属化学气相沉积法或分子束外延，配合其他半導體材料（例如氮化鎵、氮化鋁及其混合物來產生半導體的晶元，之後用作半導體零件中的主動元件。因為氮化鋁和氮化銦的性質差異很大，最佳成長的狹窄比例區間可能會有污染（形成氮化鋁銦鎵、晶體品質不良，氮化鋁銦的外延長晶格外困難，至少比氮化鋁鎵要困難。針對氮化鋁鎵最佳化的零件製造技術，需要因為氮化鋁銦的不同材料特性而進行調整。